# Helen Faison
Helen Faison (geb. 13. Juli 1924 in Homewood (Pennsylvania) als Helen Smith; gest. 17. Juli 2015 in Forest Hills (Pennsylvania)) war eine amerikanische Pädagogin. Sie war die erste Afroamerikanerin und die erste Frau in der Position einer Schulleiterin an öffentlichen Schulen von Pittsburgh.

## Leben
Bis zu ihrem siebten Lebensjahr lebte Helen Smith in ihrer Geburtsstadt Homewood. Als ihre Mutter schwer erkrankte, zog sie mit ihr und ihren Geschwistern nach Virginia, wo sie bei ihrer Großmutter in Lowesville, einer ländlichen Gemeinde in Nelson County, lebten. Am Ende der siebten Klasse musste sie die Schule wechseln. Weil der Schulbezirk keinen Unterricht für schwarze Kinder über diese Klassenstufe hinaus anbot, absolvierte sie die achte und neunte Klasse in einer nahe gelegenen Stadt. Sie zog mit ihren Geschwistern nach Pittsburgh zu ihrem Vater und besuchte dort die Westinghouse High School, die sie 1942 abschloss.
Sie studierte an der University of Pittsburgh, erhielt 1946 einen Bachelor-Abschluss in Pädagogik, 1955 einen Master und promovierte 1975 im Fach Bildungsmanagement. 1959 heiratete sie George Washington Faison.
Sie begann ihre Karriere 1950 als Lehrerin und unterrichtete Sozialkunde und Englisch an der Fifth Avenue High School in Pittsburgh. 1960 wurde sie die erste afroamerikanische High-School-Beraterin dieses Schulbezirks. Als erste Afroamerikanerin und erste Frau wurde sie 1968 zur Schulleiterin der Pittsburgh Public Schools ernannt. 1993 ging sie in den Ruhestand und wurde im folgenden Jahr Gastprofessorin im Department of Education an der privaten Chatham University, dann deren stellvertretende Vorsitzende. Im Februar 1999 wurde sie Leiterin des Lehrerinstituts.
Ihr zu Ehren schuf die Universität Pittsburgh 2006 den Dr. Helen S. Faison Chair am neu etablierten Center for Urban Education. Zwei Schulen in Pittsburgh wurden nach ihr benannt, die 2004 neu erbaute Helen S. Faison Arts Academy und die Faison Intermediate School.
Sie starb wenige Tage nach ihrem 91. Geburtstag. Die Trauerfeier fand in der Baptist Temple Church in Homewood statt.